# Colombar de Florès
Treron floris
Espèce
Statut de conservation UICN

 VU C2a(i) : Vulnérable
Le Colombar de Florès (Treron floris) est une espèce d'oiseaux de la famille des Columbidae.

## Répartition
Il est endémique des petites îles de la Sonde : Lombok, Sumbawa, Florès, Solor, Lembata, Pantar et Alor.

## Habitat
Il habite les forêts humides de plaines et les savanes sèches subtropicales ou tropicales.
Il est menacé par la perte de son habitat.